# Усово (Красногородский район)
Усово — деревня в Красногородском районе Псковской области России. Входит в состав Красногородской волости.
Расположена в центральной части района, в 8 км к юго-востоку от районного центра, посёлка Красногородск.
Численность население деревни по оценке на конец 2000 года составляла 30 жителей, на 2010 год — 14 жителей.